# بخش مرکزی شهرستان ایذه
بخش مرکزی شهرستان ایذه یکی از بخشهای تابعه شهرستان ایذه در استان خوزستان در جنوب غربی ایران است.
این بخش ۳۲۰ روستا و ۷۵ هزار نفر جمعیت دارد.

## تقسیمات کشوری
- - بخش مرکزی
  - دهستان پیان
  - دهستان حومه شرقی
  - دهستان حومه غربی
  - دهستان مرغا
  - دهستان هلایجان

شهرها: ایذه

## جمعیت
بنابر سرشماری مرکز آمار ایران، جمعیت بخش مرکزی شهرستان ایذه در سال ۱۳۸۵ برابر با ۱۷۱٫۰۱۲ نفر بوده است.